# Schloss Roßhaupten

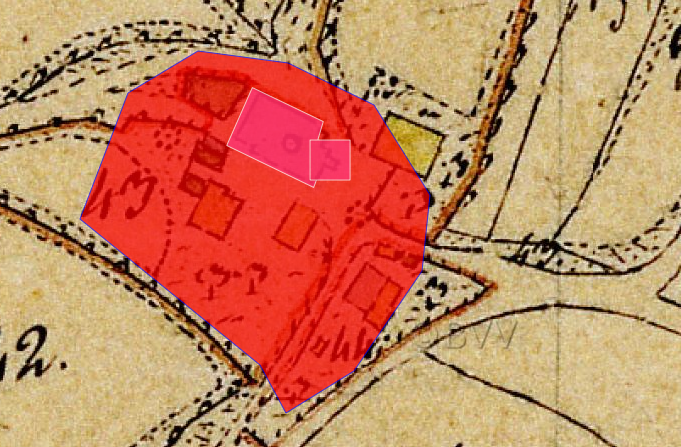
Lageplan von Schloss Roßhaupten auf dem Urkataster von Bayern

Schloss Roßhaupten war ein Hofmarksschloss und ist heute eine Gastwirtschaft in Roßhaupten (Gemeinde Haibach) im niederbayerischen Landkreis Straubing-Bogen. Das Gasthaus ist unter der Aktennummer D-2-78-129-52 als Baudenkmal verzeichnet. Die Anlage wird ferner als Bodendenkmal unter der Aktennummer D-2-6942-0067 mit der Beschreibung „untertägige mittelalterliche und frühneuzeitliche Befunde und Funde im Bereich des ehem. Hofmarkssitzes samt Kapelle in Roßhaupten“ geführt.

## Geschichte
Die Hofmark Roßhaupten wurde 1248 erstmals urkundlich erwähnt. Als letzte adelige Eigentümer wurden im 18. Jahrhundert die Freiherren von Schuß genannt. 1741 ging der Besitz an die bäuerliche Familie Kernbichl über, in deren Eigentum sich das Gebäude seither befindet. Der Schlosscharakter des Gebäudes (Haus Nr. 15) ist heute nicht mehr zu erkennen.

## Baubeschreibung
Das Gebäude ist ein geschütztes Baudenkmal mit der Aktennummer D-2-78-129-52,  die Baubeschreibung des Bayerischen Landesamts für Denkmalpflege lautet:
- Ehemalige Hofmark: Hauptbau mit Blockbau-Obergeschoss und angebauter Hauskapelle, 18. Jahrhundert; mit Ausstattung

An der Ostseite befindet sich eine kleine Hauskapelle, ebenfalls aus dem 18. Jahrhundert.